# Contrafforti italiani del Monte Bianco
I Contrafforti italiani del Monte Bianco sono i gruppi montuosi che contornano dal versante italiano la vetta del Monte Bianco.

## Caratteristiche
Sono degli aspri crestoni rocciosi intervallati da ghiacciai molto crepacciati. Per le loro difficoltà tecniche sono poco frequentati.

## Delimitazione
I contrafforti vengono delimitati a nord dalla Sella a monte della Punta Pfann, dal Colle Emile Rey (4.027 m), dal Colle Eccles (4.000 m) e dal Colle del Peuterey (3.934 m). Ad ovest sono delimitati dal Ghiacciaio del Dôme e poi dal Ghiacciaio del Miage, ad est dal Ghiacciaio della Brenva e a sud dalla Val Veny.

## Classificazione
Secondo la SOIUSA essi sono un sottogruppo alpino con la seguente classificazione:
- Grande parte = Alpi Occidentali
- Grande settore = Alpi Nord-occidentali
- Sezione = Alpi Graie
- Sottosezione = Alpi del Monte Bianco
- Supergruppo = Massiccio del Monte Bianco
- Gruppo = Gruppo del Monte Bianco
- Sottogruppo = Contrafforti italiani del Monte Bianco
- Codice = I/B-7.V-B.2.c

## Suddivisione
Si suddividono in quattro settori (tra parentesi il codice SOIUSA delle suddivisioni):
- Costiera dei Rochers du Mont Blanc (I/B-7.V-B.2.c/a)
- Cresta di Brouillard (I/B-7.V-B.2.c/b)
- Cresta dell'Innominata (I/B-7.V-B.2.c/c)
- Cresta di Peuterey (I/B-7.V-B.2.c/d)

## Vette principali

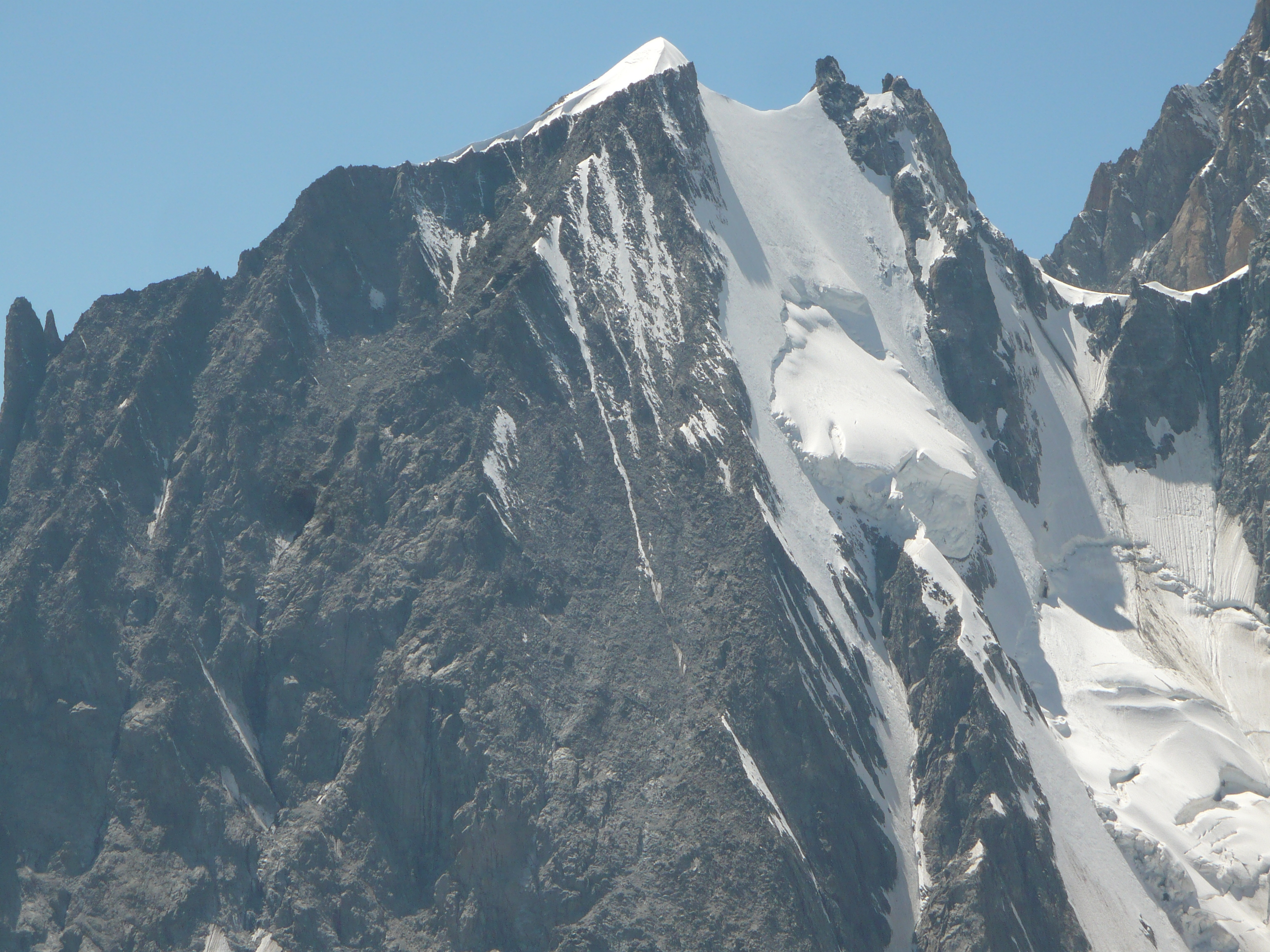
L'Aiguille Blanche de Peuterey.

- Aiguille Blanche de Peuterey - 4.112 m
- Monte Brouillard - 4.069 m
- Pic Eccles - 4.041 m
- Punta Baretti - 4.006 m
- Punta Pfann - 3.980 m
- Picco Gugliermina - 3.893 m
- Aiguille Noire de Peuterey - 3.773 m
- Punta Innominata - 3.730 m
- Les Dames Anglaises - 3.601 m